# National Conservation Centre

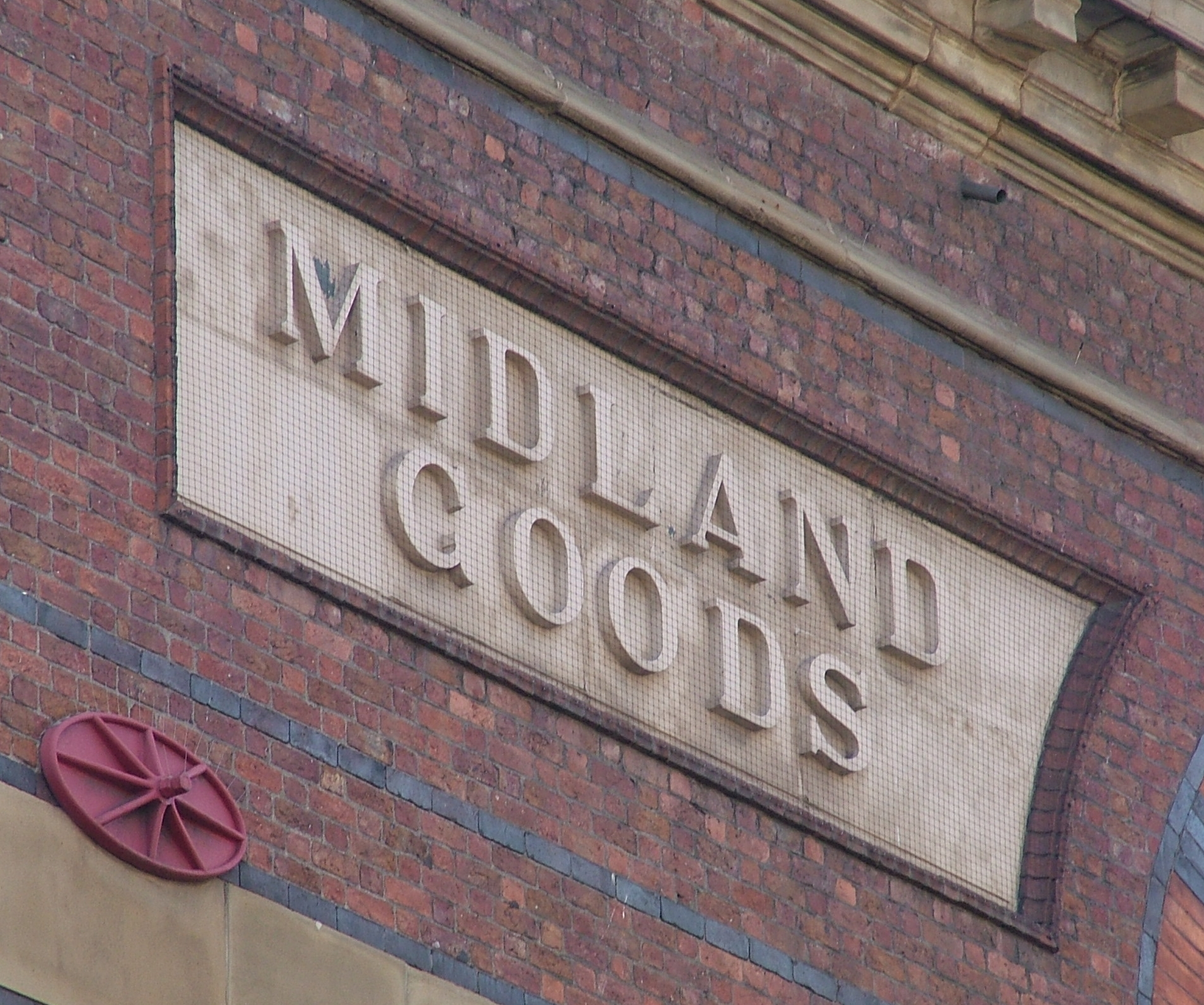

National Conservation Centre, tidigare Midland Railway Goods Warehouse, är ett brittiskt byggnadsminne i Liverpool i Merseyside. Efter det att huset lagts ned som lagerhus, konverterades det under 1990-talet det för att bli lokaler för antikvarisk konservering för National Museums Liverpool. 

## Historik
Lagerhuset byggdes 1872 av Midland Railway för att förvara gods som fraktades på järnväg. Huset är murat i rött tegel tre-fyra våningar i en rustik stil med en del dokorativa inslag av blått tegel. Det ritades av den lokala arkitektfirman Culshaw and Sumners. Åren 1995-96 konverterades byggnaden efter ritningar av Liverpoolarkitekten Ken Martin. Den hade också en permanent utställning om metoder för konservering med ungefär 60.000 besökare per år, men denna stängdes 2010 av ekonomiska skäl.